# Viktor Abakumov
Viktor Semjonovitj Abakumov (ryska: Ви́ктор Семёнович Абаку́мов), född 24 april 1908 i Moskva, Kejsardömet Ryssland, död 19 december 1954 i Moskva, Ryska SFSR, Sovjetunionen, var chef för Smersj 1943–1946 och Sovjetunionens minister för statssäkerhet 1946–1951.
Abakumov anslöt sig till Röda armén som tonåring och 1923 gick han med i kommunistiska ungdomsförbundet. I början av 1930-talet började Abakumov arbeta för OGPU, senare NKVD.
Viktor Abakumov var en av Lavrentij Berijas närmaste män och tog över efter denne 1946. Som chef för nya säkerhetstjänsten anklagades han för att ha bistått Georgij Malenkov och Berija i konstruktionen av den så kallade Leningradaffären. Han ställdes inför rätta 1954, befanns skyldig och dömdes till döden.

## Raoul Wallenbergs död
Enligt uppgifter av chefsläkaren på Lubjankafängelset, Aleksandr Smolstov, ska Abakumov, på en personligen framförd fråga från Smoltstov om denne skulle genomföra en obduktion på Wallenberg efter dennes död, den 17 juli 1947 gett beskedet att kroppen omedelbart skulle kremeras utan undersökning.